# Dachsen
Dachsen (toponimo tedesco) è un comune svizzero di 1 998 abitanti del Canton Zurigo, nel distretto di Andelfingen.

## Monumenti e luoghi d'interesse

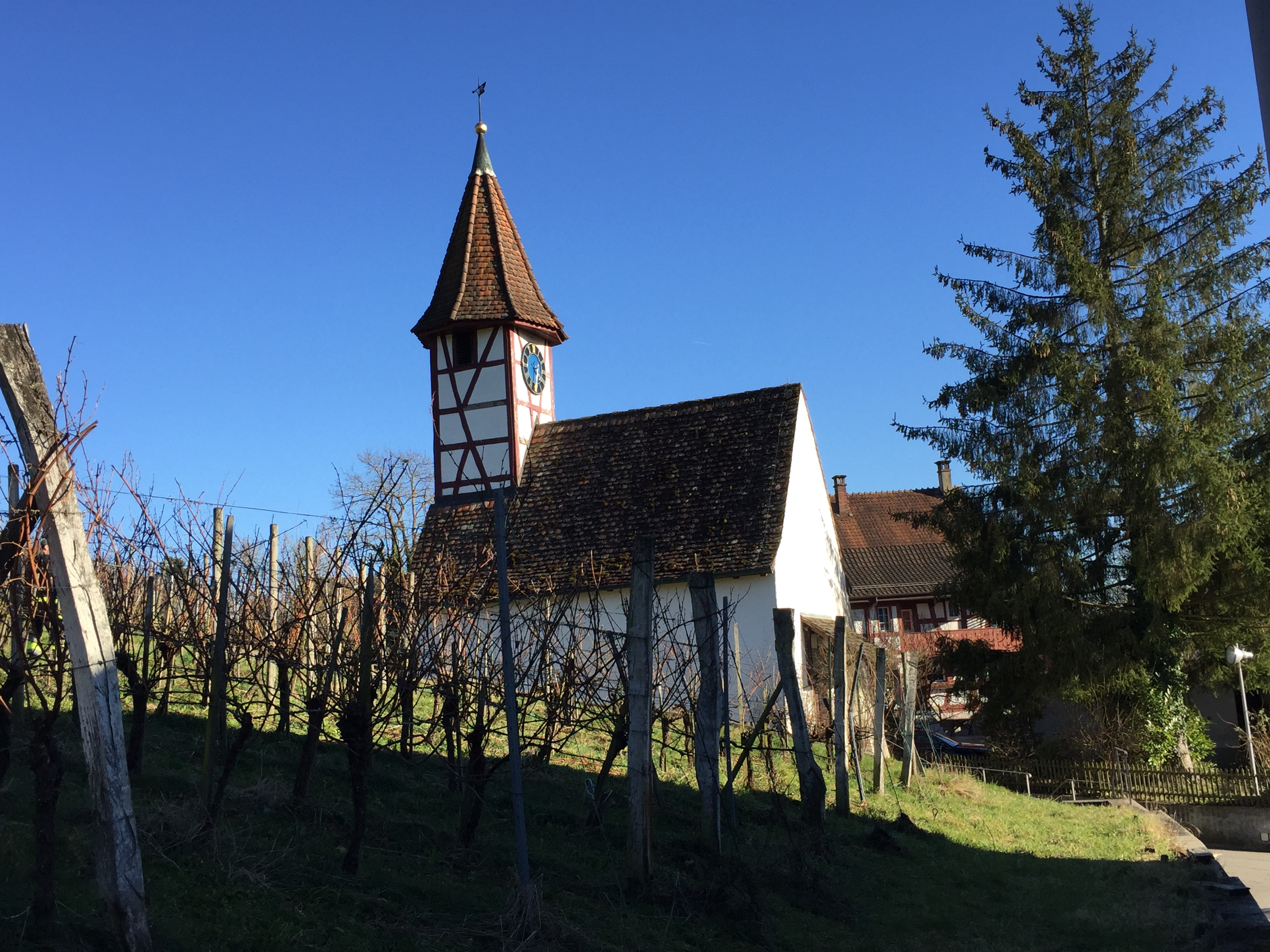
La cappella riformata

- Cappella riformata, eretta nel tardo Medioevo[1].

## Società

### Evoluzione demografica
L'evoluzione demografica è riportata nella seguente tabella:
Abitanti censiti

## Infrastrutture e trasporti

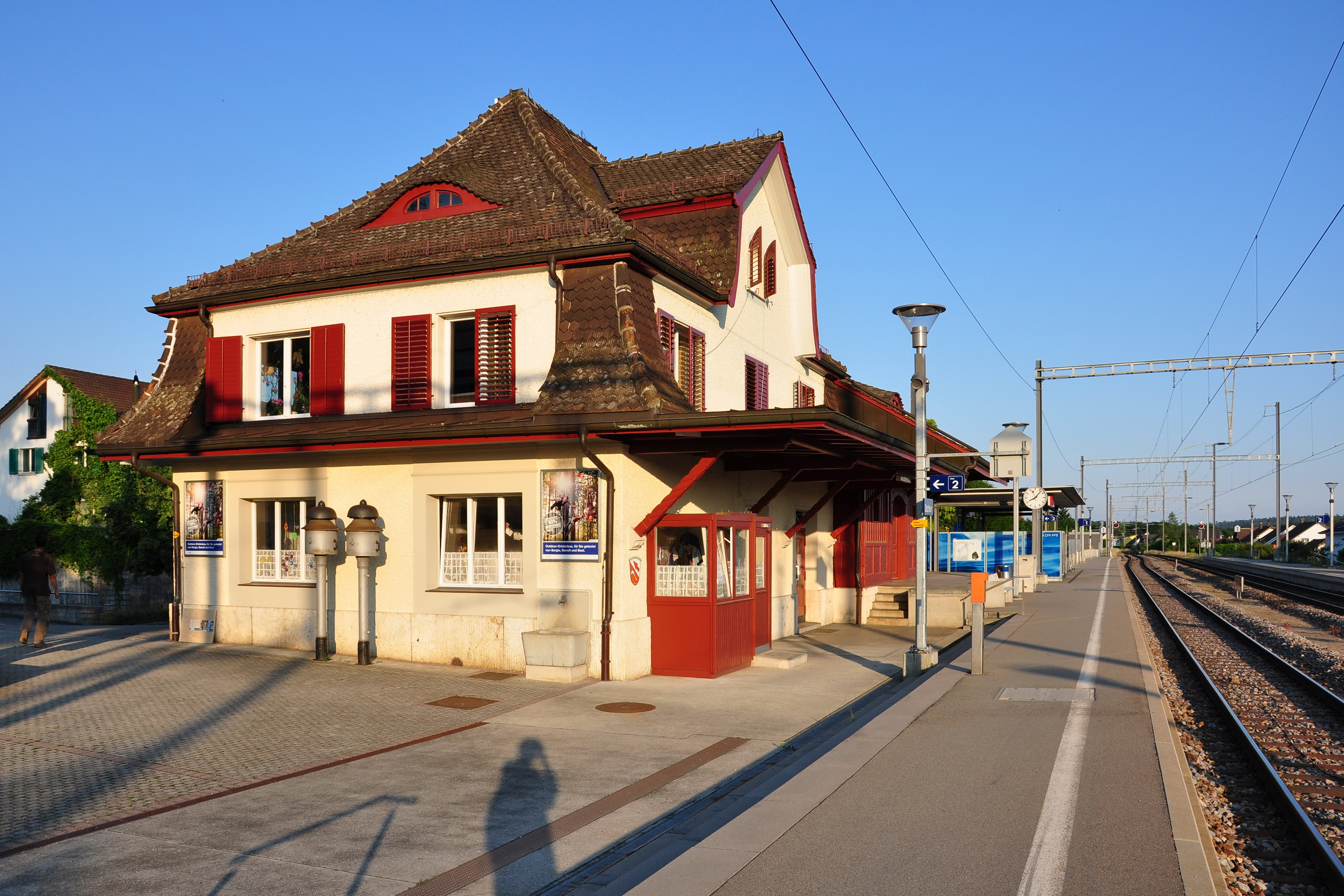
La stazione di Dachsen

Dachsen è servito dall'omonima stazione sulla ferrovia Winterthur-Sciaffusa.

## Amministrazione
Ogni famiglia originaria del luogo fa parte del cosiddetto comune patriziale e ha la responsabilità della manutenzione di ogni bene ricadente all'interno dei confini del comune.